# Harzi kecske

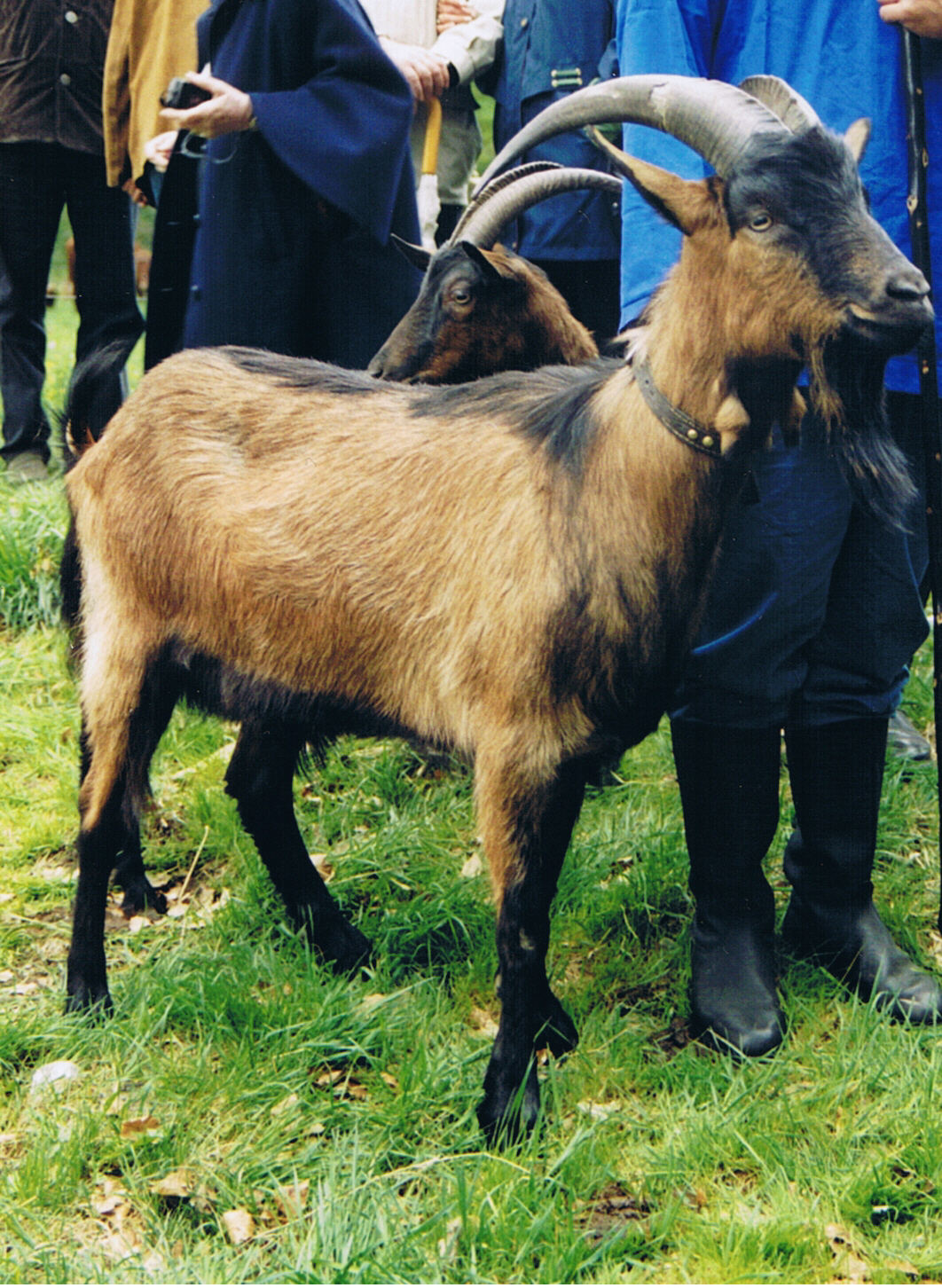
Harzi kecske

A harzi kecske (németül: Braune Harzer Ziege, Harzziege) egy német kecskefajta, őse a német parlagi kecske.

## Leírása
- Színe: pirosas, őzbarna, vörösesbarna, ritkábban szürke, vagy a fenti színek keveréke
- Tömege: 50-60 kilogramm
- Szarvaltság: Gyakran buga (nincs szarva)
- Évi átlagos tejtermelés: 500-600 kg

## Megjegyzés
Jó tejelő.